# مغمومة
المغمومة أو المقطعة هي طبق عربي من قطع اللحم بالجوز والنعناع.

## التاريخ
ذُكرت في كتاب الطبيخ عام 1225م لمحمد بن الحسن البغدادي كما يلي:
«...وصنعتها أن يؤخذ اللحم السمين فيقطع صغاراً، وتشرح الألية خفيفاً وتقطع صغاراً، ويؤخذ البصل والبذنج ويقشر ويسلق في القدر. ويدق له يسير من الجوز، ويمرس بالماء المذكور ويلقى فوقه ويفرك في رأس القدر طاقات من نعنع يابس. وتترك القدر على النار حتى تهدأ. وترفع بعد أن تمسح جوانبها بخرقة نظيفة.»